# The Rake’s Progress
The Rake’s Progress (dt.: Der Wüstling, Die Geschichte eines Wüstlings oder Die Karriere eines Wüstlings) ist eine Oper in drei Akten von Igor Strawinsky. Das Libretto stammt von W. H. Auden und Chester Kallman. Als Vorlage zu dieser Oper diente die Kupferstichserie A Rake’s Progress des englischen Malers und Kupferstechers William Hogarth. Die Uraufführung fand am 11. September 1951 im Teatro La Fenice in Venedig statt.

## Inhalt
Sowohl in Hogarths Bildserie als auch in Strawinskys Oper wird die Geschichte des Lebemanns Tom Rakewell erzählt, der sein Geld verspielt, Affären mit Frauen hat, sich und seine Mitmenschen ruiniert und schließlich in der Psychiatrie landet.
Strawinsky erzählt den Fortgang der Geschichte in der Form einer Nummernoper.

### Erster Akt
Szene 1. Der Garten von Truloves Haus auf dem Land. Frühlingsnachmittag
Rechts das Haus, hinten in der Mitte das Gartentor, links vorne eine Laube, in der Anne und Tom sitzen.
Tom Rakewell und Anne Trulove genießen wie Adam und Eva im Paradies ihre Liebe. Annes Vater schickt seine Tochter ins Haus, weil er mit Tom über seine Zukunft sprechen möchte. Er stellt ihm eine Anstellung im Bankhaus seines Freundes in Aussicht. Tom antwortet ausweichend. Er will sich nicht durch eine feste Stellung einengen lassen und verlässt sich lieber auf Fortuna. Für sein Glück braucht er lediglich Geld. Kaum hat er diesen Wunsch ausgesprochen, erscheint Nick Shadow an der Gartenpforte. Er bittet Tom, Anne und Trulove zu holen und teilt ihnen mit, dass Toms vergessener Onkel gestorben sei und ihn als Erben eingesetzt habe. Da Nick nun ohne Herrn ist, nimmt Tom ihn in seine Dienste. Nick, in Wirklichkeit der Teufel persönlich, schlägt vor, dass Tom ihn erst nach einem Jahr und einem Tag bezahlt, wenn er den Wert seiner Dienste erkannt hat. Dann soll er ihm soviel geben, wie er selbst für gerecht hält. Bevor Tom sich mit Nick auf den Weg nach London macht, um die Formalitäten der Erbschaft zu erledigen, verabschiedet er sich von Anne und Trulove und schwört, Anne treu zu bleiben. Nick wendet sich an das Publikum: „The Progress of a Rake begins“ – „Die Laufbahn eines Wüstlings beginnt“.
Szene 2. Das Bordell von Mother Goose in London
An einem Tisch rechts im Hintergrund der Bühne sitzen Tom, Nick und Mother Goose und trinken. Hinten links eine Kuckucksuhr. Huren und grölende Burschen.
Tom und Nick genießen das Leben in vollen Zügen. Mother Goose lässt sich von Tom seine Grundprinzipien erläutern, die er von Nick gelernt hat: Männer und Frauen sollen sich nichts schuldig bleiben, nur der Natur folgen und der Schönheit und dem Genuss frönen. Nur zum Begriff der Liebe fällt ihm nichts ein. Um ein Uhr schlägt die Kuckucksuhr zum Aufbruch, doch auf ein Zeichen Nicks läuft sie rückwärts und schlägt zwölf. Sie haben eine weitere Stunde zum Feiern. Tom kommt nach vorne und stellt sich den Anwesenden mit einem traurigen Liebeslied vor. Die Dirnen bemitleiden ihn. Mother Goose schiebt sie beiseite und nimmt ihn für sich in Beschlag. Während sich die beiden langsam entfernen, singen die Anwesenden eine Serenade. Nick wünscht Tom süße Träume, kommentiert dann aber: „Dreams may lie. But dream. For when you wake, you die.“ – „Träume können lügen. Aber träume, denn wenn du aufwachst, stirbst du.“
Szene 3. Wie in der ersten Szene
Anne wartet sehnsüchtig auf eine Nachricht von Tom. Da sie seine Schwäche kennt, beschließt sie, ihm nach London zu folgen.

### Zweiter Akt
Szene 1. Der Frühstücksraum in Toms Haus an einem Platz in London. Die helle Morgensonne dringt durch die Fenster, ebenso Straßenlärm
Tom sitzt am Frühstückstisch. Bei einem besonders lauten Geräusch steht er auf, geht zügig zum Fenster und schlägt es zu.
Die Eintönigkeit des Stadtlebens geht Tom bereits auf die Nerven. Er sehnt sich wieder nach der freien Natur. Er setzt sich und spricht seinen zweiten Wunsch aus: Er möchte glücklich sein. Da betritt Nick das Zimmer mit einem Flugblatt, das einen Auftritt der Türkenbab (Baba the Turk) ankündigt. Tom vermutet eine neue Gauklerei seines Gefährten, doch der schlägt ihm ernsthaft vor, Baba zu heiraten, gerade weil er sie nicht liebt und keine Verpflichtungen ihr gegenüber hat. So könne er sich von seinen Begierden befreien und Freiheit gewinnen. Beide lachen. Nick hilft Tom beim Anziehen, und gemeinsam machen sie sich auf den Weg zur Türkenbab.
Szene 2. Straße vor Toms Haus in London. Herbst. Abenddämmerung
Halbrunde Stufen führen zum Eingang in der Mitte der Bühne. Der Bediensteteneingang auf der linken Seite, ein Baum auf der rechten Seite.
Anne tritt ein. Sie schaut für einen Moment besorgt nach der Tür, steigt langsam die Treppe hinauf und greift zögerlich nach dem Türklopfer. Dann sieht sie einen Diener aus dem anderen Eingang kommen und versteckt sich an die Wand gedrückt unter einem Baum, bis er sich entfernt hat. Als sie sich wieder zum Eingang wendet, bemerkt sie auf der rechten Seite eine Prozession von Dienern, die seltsam geformte Pakete ins Haus bringen. Unterdessen ist die Nacht angebrochen. Eine Sänfte wird herangetragen, und Tom steigt aus. Anne eilt zu ihm, doch Tom verhält sich abweisend und fordert sie auf, nach Hause zurückzukehren. Er sei ihrer nicht mehr wert. Als nun auch Baba aus der Sänfte steigt, stellt Tom sie der erschütterten Anne als seine Frau vor. Anne erinnert ihn an ihre gemeinsame Liebe, und beide beklagen das Geschehene. Baba wird ungeduldig und verlangt von Tom, ihr aus der Sänfte zu helfen. Anne eilt davon, während Tom seiner Frau ins Haus hilft. Unterdessen wurde Baba von den Straßenbewohnern bemerkt, die sie auffordern, sich ihnen zu zeigen. Baba dreht sich um und offenbart ihren schwarzen Vollbart.
Szene 3. Derselbe Raum wie in der ersten Szene des zweiten Akts, aber voller unordentlich verstreuter Gegenstände jeglicher Art
Tom und Baba sitzen beim Frühstück. Er schmollt; sie schwatzt unentwegt.
Als Tom Babas Gerede ignoriert und sie schließlich grob zum Schweigen auffordert, bricht Baba in Tränen aus und gerät in Wut. Sie schimpft und zerschmettert Gegenstände. Tom ergreift die Perücke und zieht sie Baba über den Kopf. Sie bleibt regungslos auf ihrem Stuhl sitzen. Tom wirft sich auf ein Sofa und schläft ein. Unterdessen bringt Nick in einer Pantomimen-Szene eine exotisch aussehende Maschine herein. Er nimmt ein Stück Brot vom Tisch und steckt es in die Maschine. Dann wirft er ein Stück einer zerbrochenen Vase in einen Trichter und dreht an einem Rädchen, worauf eine Scheibe Brot aus der Maschine fällt. Anschließend führt er das gleiche in umgekehrter Weise vor, so dass das Publikum erkennt, dass es sich um eine plumpe Scharlatanerie handelt. Nach seinem Erwachen erzählt Tom von seinem Traum, in dem er eine wunderbare Maschine gesehen habe, die Stein in Brot verwandeln konnte. Er spricht seinen dritten Wunsch aus: Er möchte mit Hilfe der Maschine Hunger und Armut besiegen. So will er Annes wieder würdig werden. Zu seiner Überraschung führt Nick ihm ebendiese Maschine vor. Nick erklärt dem Publikum, dass Tom ein Narr sei, aber man gute Geschäfte mit ihm machen könne. Dann weist er Tom darauf hin, dass für eine Serienproduktion noch viel zu tun sei und bietet ihm an, die Sache zu übernehmen. An der Türkenbab hat Tom das Interesse verloren.

### Dritter Akt
Szene 1. Wie in der dritten Szene des zweiten Akts, aber alles ist mit Spinnweben und Staub bedeckt. Nachmittag. Frühling
Baba sitzt immer noch unbeweglich am Tisch, die Perücke über ihren Kopf gezogen.
Tom ist bankrottgegangen und muss ebenso wie viele der Händler und Käufer seinen gesamten Besitz verkaufen. Eine Volksmenge strömt voller Vorfreude zur Versteigerung. Anne erscheint und fragt nach Tom. Sie erhält widersprüchliche Auskünfte: Tom sei nach Amerika geflohen, gestorben, zum Judentum konvertiert usw. Der Auktionator Sellem tritt mit seinen Dienern ein, und die Auktion nimmt ihren Lauf. Auch die Türkenbab selbst wird als „unbekanntes Objekt“ angeboten. Nachdem Sellem die Perücke von ihrem Kopf gezogen hat, erwacht sie wieder zum Leben und singt eine Variation ihrer Arie aus dem zweiten Akt. Von draußen sind die Stimmen von Tom und Nick zu hören, die alte Frauen zum Verkauf anbieten. Anne eilt zum Fenster, um nach ihm zu sehen. Tom ist bereits wieder fort, aber Baba versichert ihr, dass Tom sie noch immer liebt. Anne solle weiter nach ihm suchen und ihn retten. Sie, Baba, will ihre Bühnenkarriere wiederaufnehmen. Nach dem Ende der Auktion singen Tom und Nick auf der Straße eine Ballade. Alle hören aufmerksam zu. Anne eilt hinaus zu Tom, während Baba Sellem auffordert, ihre Kutsche herbeizurufen und mit einer großen Geste abtritt.
Szene 2. Eine sternenlose Nacht. Ein Friedhof. Gräber
Vorne in der Mitte ein frisches Grab. Dahinter ein flacher Grabstein, an dem der Spaten eines Totengräbers lehnt. Auf der rechten Seite eine Eibe
Tom und Nick kommen von der linken Seite herein. Tom ist atemlos. Nick trägt eine kleine schwarze Tasche. Da er nun ein Jahr und einen Tag in Toms Diensten steht, fordert er seinen vereinbarten Lohn. Tom bittet um Geduld, bis er wieder zu Geld gekommen ist. Da gibt sich Nick ihm als der Teufel zu erkennen, zieht verschiedene Mordgegenstände aus seiner Tasche und erklärt, dass er kein Geld wolle, sondern seine Seele. Um Mitternacht soll Tom die Art seines Todes wählen. Eine Uhr beginnt zu läuten. Tom fleht zum Himmel um Gnade. Daraufhin gewährt ihm Nick eine letzte Chance: Ein Kartenspiel soll Toms Schicksal entscheiden. Tom muss dreimal die durch Nick vom Stapel aufgedeckten Karten erraten. In der ersten Runde denkt er an Anne und nennt richtig die Herz-Königin. Beim zweiten Mal denkt er an den Teufel und nennt dessen Namen „deuce“ (zugleich die englische Bezeichnung der „zwei“ auf Spielkarten). Zugleich fällt der Spaten um und inspiriert Tom zu dessen Bezeichnung „spade“ (zugleich die englische Bezeichnung für „Pik“). Auch die Pik-Zwei ist richtig. Nun präpariert Nick von Tom unbemerkt das Kartenspiel und legt die Herz-Dame wieder auf. Vor der dritten Antwort verzweifelt Tom. Er sehnt sich nur noch nach Anne und ihrer Liebe – sein vierter und letzter Wunsch. Hinter der Bühne stimmt Anne in seinen Gesang ein. Als Tom das bemerkt, entscheidet er sich erneut für die Herz-Dame als Symbol der Liebe und greift nach dem geöffneten Kartenstapel. Der zwölfte Glockenschlag ertönt, und Tom sinkt mit einem Freudenschrei zu Boden. Nick dagegen verflucht Tom, um ihm seinen Verstand zu rauben, und versinkt in das Grab, das er ihm vorgesehen hatte.
Nach einem Augenblick völliger Dunkelheit geht die Sonne auf. Es ist Frühling. Das offene Grab ist nun mit einem grünen Hügel bedeckt, auf dem Tom lächelnd sitzt, Gras auf seinen Kopf legt und wie ein Kind singt.
Szene 3. Irrenhaus. Hinten in der Mitte auf einer Erhebung eine Strohpritsche
Tom steht vor einer Gruppe Verrückter, unter ihnen ein blinder Mann mit einer Fidel, ein verkrüppelter Soldat, ein Mann mit einem Teleskop und drei alte Weiber.
Tom hält sich für Adonis und ruft nach seiner Geliebten Venus. Die Verrückten fordern ihn auf, jegliche Hoffnung aufzugeben. Der Wärter öffnet die Tür und führt Anne herein. Sie geht auf seinen Wahn ein und nennt ihn „Adonis“. Tom wiederum begrüßt sie erleichtert als „Venus“. Er bittet sie um Vergebung, die ihm Anne gewährt. Tom sinkt erschöpft auf die Pritsche. Anne singt ihn mit einem Wiegenlied in den Schlaf. Der Wärter bringt ihren Vater Trulove, der Anne abholt. Nachdem sie gegangen sind, erwacht Tom wieder, springt auf, ruft nach Venus und verschiedenen Helden des Altertums und fällt tot auf die Pritsche zurück. Der Chor betrauert ihn.
In einem Epilog erklären Anne, Baba, Tom, Trulove und Nick die Moral der Erzählung: „For idle hands and hearts and minds, the Devil finds a work to do.“ – „Bei müßigen Händen, Herzen und Seelen findet der Teufel sein Werk.“

## Gestaltung
The Rake’s Progress ist Strawinskys letztes Werk im neoklassizistischen Stil. Gleichzeitig ist es sein umfangreichstes und einziges abendfüllendes Bühnenwerk. Melodik, Harmonik und Rhythmik treten in stark vereinfachter Form auf, lassen aber seinen Stil jederzeit erkennen. Als Vorbild dienten Strawinsky Werke des 18. Jahrhunderts, insbesondere von Mozart, deren Stil jedoch stetig durch winzige Eingriffe verfremdet wird. Daraus resultiert eine „fahle, dem Sujet äußerst angemessene Klangfarbe“.:905 Die Rezitative werden wie in den Opern dieser Zeit von einem Cembalo begleitet. Die einzelnen Musiknummern lassen sich zwar deutlich voneinander trennen, sind aber dennoch auf unterschiedliche Weise miteinander verzahnt. Es gibt übergreifende Elemente wie eine Cembalofigur in Zweiunddreißigstel-Noten bei den Auftritten Nick Shadows.:153
Außer an Mozart finden sich in der Musik auch Anklänge an Georg Friedrich Händel, Christoph Willibald Gluck, Ludwig van Beethoven, Franz Schubert, Carl Maria von Weber, Gioachino Rossini, Gaetano Donizetti (Don Pasquale), Giuseppe Verdi und Pjotr Tschaikowski. Das Libretto orientiert sich am historischen Sprachgebrauch eines Alexander Pope oder William Congreve. Die dadurch bedingte schlechtere Verständlichkeit des Texts wurde häufig kritisiert.
Strukturell entspricht die Oper einem Märchen oder einer Fabel, worauf auch der Untertitel „A fable“ hinweist. Die Handlung enthält zudem Anspielungen auf verschiedene Opern, mythologische und biblische Motive, z. B.:
- Venus und Adonis in der Schlussszene
- der Gang in die Hölle, um den Geliebten mit Gesang zu erlösen (Orpheus)
- das Faustmotiv
- Don Juan / Don Giovanni in der Friedhofszene und im Epilog
- Micaela aus Carmen in Gestalt der Anne
- ein „homosexueller Witz“ in Gestalt der Türkenbab

### Musiknummern
Die einzelnen Nummern sind im Libretto folgendermaßen angegeben:
- Prelude

Erster Akt, Szene 1
- Duett und Trio (Anne, Tom, Trulove): „The woods are green“
- Rezitativ (Tom): „Here I stand“
- Arie (Tom): „Since it is not by merit“
- Rezitativ (Nick, Tom): „Tom Rakewell?“
- Quartett (Tom, Nick, Anne, Trulove): „I wished but once, I knew“
- Rezitativ (Nick, Trulove): „I’ll call the coachman, sir“
- Duettino (Anne, Tom): „Farewell for now, my heart“
- Rezitativ (Nick, Tom): „All is ready, sir“
- Arioso und Terzettino (Tom, Anne, Trulove): „Dear Father Trulove“

Erster Akt, Szene 2
- Chor (Grölende Burschen): „With air commanding and weapon handy“
- Rezitativ und Szene (Nick, Tom, Mother Goose): „Come, Tom“
- Chor (Grölende Burschen und Dirnen): „Soon dawn will glitter“
- Rezitativ (Nick): „Brothers of Mars“
- Cavatine (Tom): „Love, too frequently betrayed“
- Chor (Dirnen, Mother Goose): „How sad a song“
- Chor (Männer, Frauen, Nick): „The sun is bright“

Erster Akt, Szene 3
- Rezitativ (Anne): „No word from Tom“
- Arie (Anne): „Quietly, night“
- Rezitativ (Anne): „My Father! Can I desert him“
- Cabaletta (Anne): „I go to him“

Zweiter Akt, Szene 1
- Arie (Tom): „Vary the song, O London, change“
- Rezitativ (Tom): „O Nature, green unnatural mother“
- Arie (Tom, Reprise): „Always the quarry that I stalk“
- Rezitativ (Nick, Tom): „Master, are you alone?“
- Arie (Nick): „In youth the panting slave pursues“
- Duett – Finale (Tom, Nick): „My tale shall be told“

Zweiter Akt, Szene 2
- Rezitativ und Arioso (Anne): „How strange!“
- Duett (Tom, Anne): „Anne! here!“
- Rezitativ (Baba): „My love, am I to remain in here for ever?“
- Terzett (Anne, Tom, Baba): „Could it then have been known“
- Finale (Baba, Tom, Chor): „I have not run away, dear heart“

Zweiter Akt, Szene 3
- Arie (Baba): „As I was saying“
- Babas Lied: „Come, sweet, com“
- Arie (Baba): „Scorned! Abused! Neglected! Baited!“
- Rezitativ (Tom): „My heart is cold“
- Pantomime
- Rezitativ – Arioso – Rezitativ (Tom, Nick): „O I wish it were true“
- Duett (Nick, Tom): „Thanks to this excellent device“
- Rezitativ (Nick, Tom): „Forgive me, master“

Dritter Akt, Szene 1
- Chor (Bürger): „Ruin, Disaster, Shame“
- Rezitativ (Sellem): „Ladies both fair and gracious“
- Arie (Sellem): „Who hears me“
- Versteigerungs-Szene: „Seven – eleven“
- Arie (Fortsetzung): „Behold it, Roman, moral“
- Versteigerungs-Szene: „Fifteen – and a half“
- Rezitativ (Sellem): „Wonderful. Yes, yes.“
- Arie (Fortsetzung): „An unknown object draws us“
- Finale der Versteigerungs-Szene: „Fifty – fifty-five“
- Arie (Bürger, Baba): „It’s Baba, his wife“
- Rezitativ und Duett (Bürger, Baba, Anne): „Now what was that?“
- Duett (Baba, Anne): „You love him“
- Ballade (Tom, Nick, Anne, Baba, Sellem, Bürger): „If boys had wings and girls had stings“
- Stretta – Finale (Anne, Baba, Sellem, Bürger): „I go to him“
- Ballade (Reprise): „Who cares a fig for Tory or Whig?“

Dritter Akt, Szene 2
- Prelude (Streichquartett)
- Duett (Tom, Nick): „How dark and dreadful is this place“
- Rezitativ (Nick, Tom): „Very well then“
- Duett (Tom, Nick): „Well, then – My heard is wild with fear“

Dritter Akt, Szene 3
- Arioso (Tom): „Prepare yourselves, heroic shades“
- Dialog (Chor, Tom): „Madmen’s words are all untrue“
- Rezitativ (Wärter, Anne, Tom): „There he is“
- Arioso (Tom): „I have waited for thee so long“
- Duett (Tom, Anne): „In a foolish dream“
- Rezitativ [quasi arioso] (Tom): „I am exceeding weary“
- Wiegenlied (Anne, Chor): „Gently, little boat“
- Rezitativ (Trulove, Anne): „Anne, my dear, the tale is ended now“
- Duettino (Anne, Trulove): „Every wearied body must“
- Finale (Tom, Chor): „Where art thou, Venus?“
- Trauerchor: „Mourn for Adonis, ever young“
- Epilog: „Good people, just a moment“

### Instrumentation
Die Orchesterbesetzung der Oper enthält die folgenden Instrumente::150
- Holzbläser: zwei Flöten (2. auch Piccolo), zwei Oboen (2. auch Englischhorn), zwei Klarinetten, zwei Fagotte
- Blechbläser: zwei Hörner, zwei Trompeten
- Pauken
- Cembalo (Klavier)
- Streicher
- Bühnenmusik hinter der Szene: Glocke in f

## Werkgeschichte

### Entstehung
William Hogarth schuf 1735 die Kupferstichserie A Rake’s Progress aus einer gleichnamigen Gruppe von acht Ölgemälden. Bei einem Ausstellungsbesuch im Chicago Art Institute sah Strawinsky am 2. Mai 1947 die Kupferstiche, die ihm den Stoff zu seinem schon länger geplanten Projekt einer englischsprachigen Oper gaben. Im Oktober 1947 bat er W. H. Auden, der ihm von seinem Nachbarn Aldous Huxley als Librettist empfohlen worden war, um eine Zusammenarbeit. Im November 1947 erarbeitete er in Kalifornien mit Auden in zehn Tagen eine Synopsis der Fabel, zunächst an der Bildfolge orientiert, bis das Libretto seine eigene Dynamik entwickelte. Auden zog mit Strawinskys Einverständnis zur Unterstützung den befreundeten Lyriker Chester Kallman hinzu,:631 und die beiden teilten die Arbeit im Wesentlichen folgendermaßen auf:
- Erster Akt, erste Szene bis zum Ende von Toms Arie: Auden
- Erster Akt, erste Szene nach Toms Arie und zweite Szene: Kallman
- Erster Akt, dritte Szene: Auden
- Zweiter Akt, erste Szene bis zur Reprise der Arie: Kallman
- Zweiter Akt, Schluss der ersten Szene: Auden
- Zweiter Akt, zweite Szene: Kallman, auf Wunsch Strawinskys später von Auden überarbeitet
- Zweiter Akt, dritte Szene: Auden
- Dritter Akt, erste Szene mit Ausnahme des hinter der Bühne gesungenen Lieds von Tom und Nick: Kallman
- Dritter Akt, erste Szene, Lied von Tom und Nick: Auden
- Dritter Akt, zweite Szene: Kallman
- Dritter Akt, dritte Szene und Epilog: Auden

Eine genaue Identifizierung der einzelnen Textteile ist jedoch nicht mehr möglich, da beide Autoren sehr eng zusammenarbeiteten und das Libretto – auch mit Beteiligung Strawinskys – mehrfach überarbeitet wurde.:150
Von Auden stammen außerdem die dramaturgische Struktur des Werks und die Idee zu den nicht in der Bilderserie vorgegebenen Elementen. Die Oper sollte von Anfang an in der Tradition der Musiktheaterwerke des 18. und frühen 19. Jahrhunderts stehen. Während Strawinsky dabei zunächst an eine Ballad Opera oder Opéra-comique mit gesprochenen Dialogen gedacht hatte, schlug Auden die Form einer Opera buffa mit Secco-Rezitativen vor. Strawinsky beschäftigte sich während der Komposition eingehend mit den Werken Händels und Mozarts, wie besonders dessen Così fan tutte, deren Klavierauszüge er sich zukommen ließ.:150 Auden nutzte die Bilderfolge Hogarths lediglich als Rahmen für ein „aus der äußeren Handlung entwickeltes Ideendrama in der Tradition des Mysterienspiels“. Er entwickelte die Figuren weiter, ergänzte die Rolle des satanischen Nick Shadow und sättigte den Text mit Anspielungen an mythologische und biblische Traditionen.:152 In einem Gespräch mit Robert Craft 1959/60 erwähnte Strawinsky, dass auch die Figuren der Mother Goose und der „hässlichen Herzogin“ (die Türkenbab) Beiträge Audens waren.:631
Strawinsky begann schon vor der Fertigstellung des Librettos im Dezember 1947 mit der Komposition der Friedhofsszene. Am 31. März 1948 übergab ihm Auden in Washington den dritten Akt des druckreifen Librettos. Bei dieser Gelegenheit begann auch Strawinskys Zusammenarbeit mit seinem musikalischen Assistenten Robert Craft. Eine von dessen ersten Aufgaben war es, Strawinsky den Text laut vorzulesen, damit er die korrekte Intonation verinnerlichen konnte. Strawinsky komponierte in den folgenden Jahren jeweils ungefähr einen Akt. Der Epilog war am 7. April 1951 fertiggestellt. Als letztes schrieb er das fanfarenartige Vorspiel zum ersten Akt.

### Uraufführung
The Rake’s Progress war nicht als Auftragswerk komponiert worden. Die Oper wurde durch Vermittlung von Strawinskys Freund Nicolas Nabokov von den Managern des 14. Festivals für Zeitgenössische Musik in Venedig, der Biennale di Venezia, aufgekauft. Für die Aufführungen im dortigen Teatro La Fenice konnten Chor und Orchester der Mailänder Scala sowie der Dirigent Ferdinand Leitner gewonnen werden. Letzterer war Strawinskys zweite Wahl, da der von ihm bevorzugte Igor Markevitch von den Italienern abgelehnt worden war. Nach der von Strawinsky selbst geleiteten Uraufführung am 11. September 1951 übernahm Leitner die weiteren Aufführungen.
Strawinsky begann im August 1951 in Mailand mit den Proben, für die nur drei Wochen zur Verfügung standen. Die Inszenierung stammte von Carl Ebert, die Choreografie von Rya Teresa Legnani, das Bühnenbild von Gianni Ratto und die Kostüme von Ebe Colciaghi.:153 Die Solisten waren Raffaele Arié (Trulove), Elisabeth Schwarzkopf (Anne), Robert Rounseville (Tom Rakewell), Otakar Kraus (Nick Shadow), Nell Tangeman (Mother Goose), Jennie Tourel (Baba the Turk), Hugues Cuénod (Sellem) und Emanuel Menkes (Wärter des Irrenhauses).
Die Uraufführung hatte einen gemischten Erfolg. Die Inszenierung war wenig inspiriert, Strawinskys Dirigat wirkte unsicher, und der Hauptdarsteller Rounseville war stimmlich und darstellerisch überfordert. Insbesondere Schwarzkopf, Kraus und Cuénod gelang es jedoch, ihre Rollen auszufüllen.:153

### Rezeption
Eine deutsche Übersetzung von Fritz Schröder mit dem Titel Die Geschichte eines Wüstlings wurde noch im selben Jahr zuerst in Zürich unter der Leitung von Victor Reinshagen:156 und am 4. November 1951 als deutsche Erstaufführung in Stuttgart gespielt. Die musikalische Leitung hatte wieder Ferdinand Leitner, die Regie Kurt Puhlmann. Diese Fassung wurde um dieselbe Zeit auch in Hamburg mit einer Inszenierung von Günther Rennert gegeben, der sich später noch mehrfach des Werks annahm.:154
Am 8. Dezember 1951 wurde die Produktion der Uraufführung in einer italienischen Übersetzung von Rinaldo Küfferle unter dem Titel La carriera di un libertino mit einer etwas veränderten Sängerbesetzung an die Mailänder Scala übernommen, erreichte aber auch dort nur einen Achtungserfolg.:153
Weitere bedeutende Einstudierungen waren::154
- 1952 – Wien, Inszenierung: Günther Rennert, Leitung: Heinrich Hollreiser
- 1953 – Metropolitan Opera New York, Inszenierung: George Balanchine, Leitung: Fritz Reiner
- 1953 – Paris, französisch als La Carrière d’un libertin, Inszenierung: Louis Musy, Leitung: André Cluytens
- 1953 – Edinburgh, überarbeitete Inszenierung der Uraufführung, Leitung: Alfred Wallenstein
- 1953 – Boston, im Rahmen eines Opernworkshops der Boston University mit Studierenden, Inszenierung: Sarah Caldwell, Leitung: Igor Strawinsky[9]
- 1958 – Frankfurt am Main, Inszenierung: Harry Buckwitz, Leitung: Hermann Scherchen
- 1961 – Stockholm, Inszenierung: Ingmar Bergman, Leitung: Michael Gielen
- 1962 – London, Inszenierung: Glen Byam Shaw, Leitung: Colin Davis
- 1967 – Boston, Inszenierung und Leitung: Sarah Caldwell, als „provokantes Regietheater“
- 1975 – Glyndebourne, Inszenierung: David Hockney, Leitung: Bernard Haitink
- 1982 – Florenz, Inszenierung: Ken Russell, Leitung: Riccardo Chailly
- 1994 – Salzburg, Inszenierung: Peter Mussbach, Ausstattung: Jörg Immendorff, Leitung: Sylvain Cambreling[2]:905
- 1996 – Paris, Inszenierung: Peter Sellars, Leitung: Esa-Pekka Salonen

Dem Harenberg-Opernführer zufolge benötigte die von vielen Kritikern als „kunstlos“ und spröde betrachtete Oper eine Weile, bis sie spätestens seit den 1980er Jahren ihren Platz im Repertoire fand.:905 Der Strawinsky-Biograph Paul Griffiths stellte dagegen bereits in seinem 1982 erschienenen Buch über diese Oper fest, dass The Rake’s Progress womöglich häufiger als jede andere nach Puccinis Tod (1924) komponierte Oper inszeniert wurde.
Die erste kommerzielle Schallplattenaufnahme entstand 1953 unter Strawinskys Leitung nach der Produktion der Metropolitan Opera. Ralph Kirkpatrick spielte das hier erstmals anstelle des bisher verwendeten Klaviers eingesetzte Cembalo.

## Aufnahmen
The Rake’s Progress ist vielfach auf Tonträger erschienen. Andreas Ommer nennt 19 Aufnahmen im Zeitraum von 1951 bis 2003. Daher werden im Folgenden nur die in Fachzeitschriften, Opernführern oder Ähnlichem besonders ausgezeichneten oder aus anderen Gründen nachvollziehbar erwähnenswerten Aufnahmen aufgeführt.
- 11. September 1951 (Mitschnitt der Uraufführung; live aus Venedig, vollständig): Igor Strawinsky (Dirigent), Orchester und Chor des Teatro alla Scala Mailand. Raffaele Arië (Trulove), Elisabeth Schwarzkopf (Anne), Robert Rounseville (Tom Rakewell), Otakar Kraus (Nick Shadow), Nell Tangeman (Mother Goose), Jennie Tourel (Baba the Turk), Hugues Cuénod (Sellem), Emanuel Menkes (Wärter). Fonit Cetra LP: DOC 29, Gala (2 CD), Cantus Classics 500676 (2 CD).[11]:18312
- März 1953 (Strawinskys erste Einspielung; Studio-Aufnahme; vollständig): Igor Strawinsky (Dirigent), Orchester und Chor der Metropolitan Opera New York. Norman Scott (Trulove), Hilde Güden (Anne), Eugene Conley (Tom Rakewell), Mack Harrell (Nick Shadow), Martha Lipton (Mother Goose), Blanche Thebom (Baba the Turk), Paul Franke (Sellem), Lawrence Davidson (Wärter). CBS (3 LP), Naxos historical 8.111266/67 (2 CD).[11]:18313
- Juni 1964 (Strawinskys zweite Einspielung; Studio-Aufnahme; vollständig): Igor Strawinsky (Dirigent), Royal Philharmonia Orchestra London, Chor der Sadler’s Wells Opera. Don Garrad (Trulove), Judith Raskin (Anne), Alexander Young (Tom Rakewell), John Reardon (Nick Shadow), Jane Manning (Mother Goose), Regina Sarfaty (Baba the Turk), Kevin Miller (Sellem), Peter Tracey (Wärter). Sony CD: SM2K 46299 (2 CD), CBS LP: M3S 710 (3 LP).[11]:18315
- 1993 (Studio-Aufnahme; Opernwelt-CD-Tipp: „künstlerisch wertvoll“[2]): Robert Craft (Dirigent), Orchestra of St. Luke’s, Gregg Smith Singers. Arthur Woodley (Trulove), Jayne West (Anne), John Garrison (Tom Rakewell), John Cheek (Nick Shadow), Shirley Love (Mother Goose), Wendy White (Baba the Turk), Melvyn Lowery (Sellem), Jeffrey Johnson (Wärter). Music Masters 67131-2 2 CD.[11]:18320
- Juni 1996 (Studio-Aufnahme; Opernwelt-CD-Tipp: „künstlerisch wertvoll“;[2] Grammy Award 2000 als „Beste Opernaufnahme“): John Eliot Gardiner (Dirigent), London Symphony Orchestra, Monteverdi Choir. Martin Robson (Trulove), Deborah York (Anne), Ian Bostridge (Tom Rakewell), Bryn Terfel (Nick Shadow), Anne Howells (Mother Goose), Anne Sofie von Otter (Baba the Turk), Peter Bronder (Sellem), Julian Clarkson (Wärter). DGG (2 CD).[11]:18325
- 2010 (Video; Neuproduktion der Inszenierung aus Glyndebourne von 1975; Grammy Award 2013 als „Beste Opernaufnahme“): Wladimir Jurowski (Dirigent), John Cox (Inszenierung), David Hockney (Ausstattung), London Philharmonic Orchestra, Glyndebourne Chorus. Clive Bayley (Trulove), Miah Persson (Anne), Topi Lehtipuu (Tom Rakewell), Matthew Rose (Nick Shadow), Susan Gorton (Mother Goose), Elena Manistina (Baba the Turk), Graham Clark (Sellem), Duncan Rock (Wärter). Opus Arte OA 1062 D (DVD), OA BD7094 D (BD).[12]